# María Ángeles Fernández Cuesta
María Ángeles Fernández Cuesta (* 10. Januar 1950 in Toledo) ist eine spanische Künstlerin der Art brut.

## Leben
María Ángeles Fernández Cuesta wurde 1950 in Toledo geboren. Ihre Mutter starb früh bei der Geburt eines Kindes. Ihr Vater zog danach nach Arguedas. Dort lernte sie Miguel Galarreta kennen, den sie heiratete und mit dem sie vier Kinder hat. Ihr Leben und auch die Beziehung verliefen nicht immer einfach, obwohl sie mit ihrem Mann tief verbunden ist. Seit dem Jahr 2000 findet sie zudem in ihrer Malerei einen Ausgleich, der ihr eine wichtige Stütze in ihrem Leben ist. Zusammen mit ihrem Mann lebt sie derzeit in einem Wohnheim der örtlichen Nonnen.

„Ich habe aus Trotz angefangen zu malen, sie haben mich ausgelacht, die jungen Leute haben mich ausgelacht. Jetzt respektieren sie mich.“

## Werk
Durch ihre Neigung, ein aufwendiges Make-up zu tragen, wurde sie den Dorfbewohnern als „La Pinturitas“ (deutsch: die Bemalte) bekannt. Im Jahr 2000 begann sie zwanghaft zu malen, eine kreative Tätigkeit, die aus ihren psychischen Problemen zu erwachsen schien, ihr scheinbar Ruhe verschaffte und ihr half, besser zu schlafen. Sie entschied sich, nicht auf Leinwand oder Karton zu malen, sondern begann, nachdem sie die Erlaubnis des Eigentümers erhalten hatte, wie besessen die Wände eines verlassenen Restaurants am Rande des kleinen Dorfes Arguedas in der Provinz Navarra mit Bildern zu bedecken. Dieses Haus hat keine verschlossenen Türen mehr, so dass es jederzeit besichtigt werden kann. Der äußere Bereich des Gebäudes und des Nebengebäudes, das sich über etwa 50 m Länge und 6 m Höhe entlang der Straße erstreckt, ist vollständig mit den Werken gestaltet.
Zunächst stellten ihre Bilder die Dorfbewohner dar, von denen sie glaubte, sie hätten sie verspottet. Sie ist nie mit dem zufrieden, was sie schuf, sondern bemalt die Flächen immer wieder mit einer Vielzahl charakteristischer Motive. Darunter sind expressionistische Tiergestalten und „groteske“ Gesichter mit starrenden, hervortretenden Augen. Die Haare werden oft von Tierformen wie Bullen und Vögeln gebildet, und die großen Lippen haben oft die Form von Fischen oder Schlangen. Zusätzlich zu den Bildern fügt sie in Form von Tieren stilisierte Wörter hinzu, um die Namen von Fußballspielern oder persönlichen oder weltweiten Ereignissen zu notieren, die sie beeinflusst haben. Alles präsentiert sich in kräftigen, lebendigen Farben.
In der Kunstwelt wurde sie 2010 mit ihren Werken bekannt. Bilder ihrer Werke verbreiteten sich im Internet, über Flickr und auf Youtube. Das erste erschien bereits im Jahr 2008. Der Fotograf Hervé Couton wurde auf ihre Arbeit aufmerksam. Er entdeckte ihr Werk im Jahr 2009 und kehrte danach jedes Jahr nach Arguedas zurück, um die Entwicklung ihrer Arbeit zu dokumentieren. Auf den Fotos und Videos ist Fernández immer geschmackvoll gekleidet und erscheint als eine dynamische Persönlichkeit. Hervé Cauton stellte die Bilder in seinem Band La pinturitas de Arguedas zusammen, welches im Jahr 2018 in der Edition Alpas erschien.
Zunächst konzentrierte sie sich auf die Außenwände. Als diese ganz bemalt waren, übermalte sie ihre Bilder vollständig und begann von vorn. Nachdem die Gitter entfernt worden waren, die die Eingänge des Gebäudes geschützt hatten, begann sie die Innenräume zu bemalen und konzentrierte sich ausschließlich auf sie. Das Gebäude ist unbewohnt und ungenutzt und ein Abriss ist wegen der Kosten auch nicht zu befürchten. Die Dorfbewohner haben sich inzwischen an Cuesta und ihr Werk gewöhnt und sympathisieren mit ihrer Arbeit. Auch der Bürgermeister steht dem wohlwollend gegenüber.
Die in den Bildern dargestellten Formen sind einfach, figurativ und primitiv. Sie sind umrissen in dem Bemühen, ihre Lebenserfahrungen zu transportieren. Zu Cuestas Themen gehören der Fußball, Fernsehsendungen, gesellschaftliche Akzeptanz, ihr Land, aber auch gesellschaftspolitische Konflikte und die Familie. Ein Thema in ihrem Werk ist der „Weltfrieden“, der fast einen ganzen Raum im Haus einnimmt.